# Valley Center (Califórnia)
Valley Center é uma Região censo-designada localizada no estado americano da Califórnia, no Condado de San Diego.

## Demografia
Segundo o censo americano de 2000, a sua população era de 7323 habitantes.

## Geografia
De acordo com o United States Census Bureau tem uma área de 75,8 km², dos quais 75,8 km² cobertos por terra e 0,0 km² cobertos por água. Valley Center localiza-se a aproximadamente 199 m acima do nível do mar.

## Localidades na vizinhança
O diagrama seguinte representa as localidades num raio de 24 km ao redor de Valley Center.